# 無量寺 (関市)
無量寺（むりょうじ）は岐阜県関市小瀬にある聖観世音菩薩を本尊とする曹洞宗の寺院。山号は福聚山。中濃八十八ヶ所霊場第20番札所である。
応仁元年（1467年）に東光庵として小瀬油戸に建立されたという。創建時の宗派は不詳。寛文2年（1662年）に現在地に移り無量寺と改称。寛文8年（1668年）に献山全宗首座が開基となり曹洞宗に改宗。貞享2年（1685年）関龍泰寺20世鰲山見雪を開山に迎えた。